# Lutzomyia migonei
Lutzomyia migonei är en tvåvingeart som först beskrevs av França C. 1920.  Lutzomyia migonei ingår i släktet Lutzomyia och familjen fjärilsmyggor. Inga underarter finns listade i Catalogue of Life.